# Clinanthus imasumacc
Clinanthus imasumacc är en amaryllisväxtart som först beskrevs av Julio César Vargas Calderón, och fick sitt nu gällande namn av Alan W. Meerow. Clinanthus imasumacc ingår i släktet Clinanthus, och familjen amaryllisväxter. Inga underarter finns listade i Catalogue of Life.